# تسهیلگر

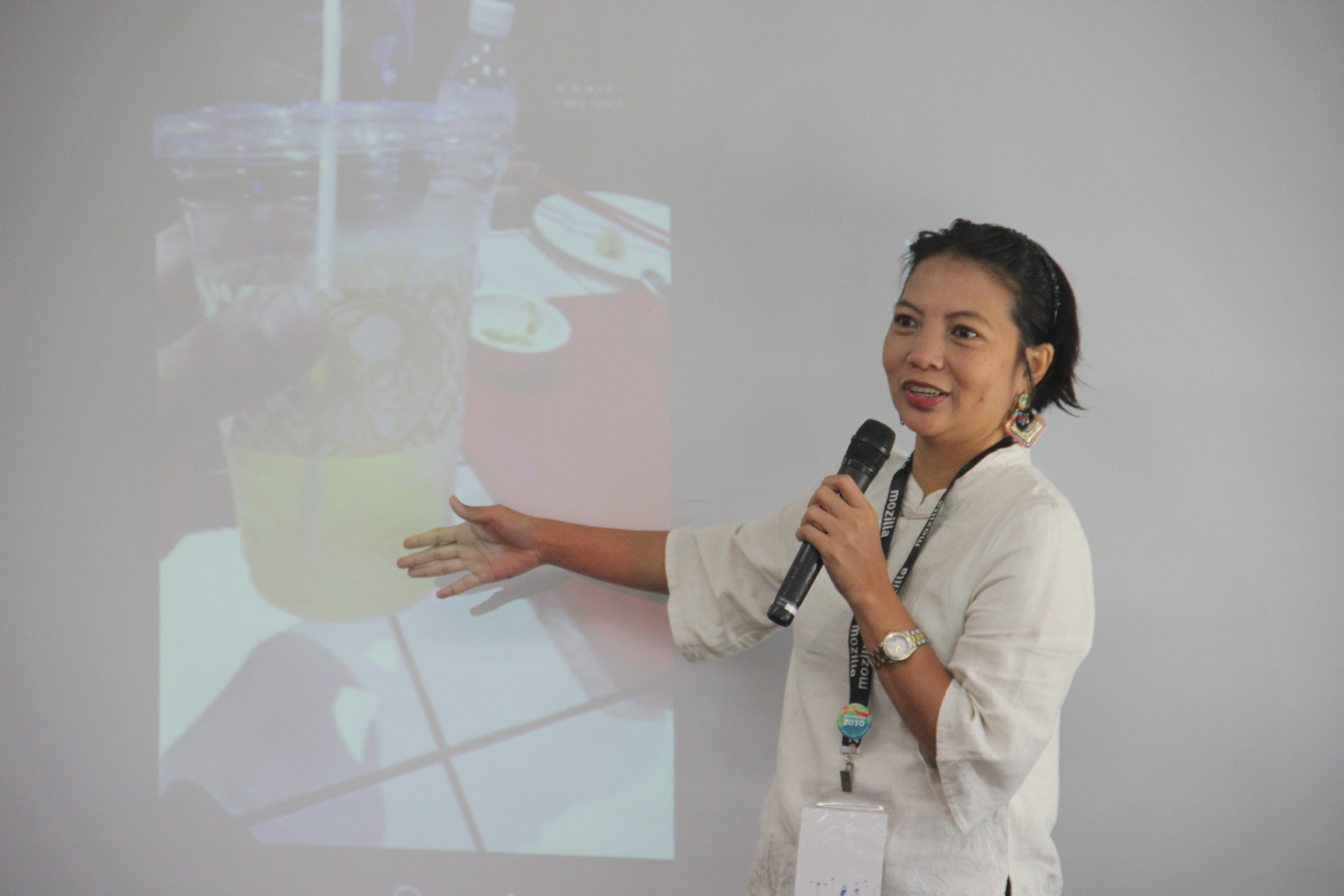
یک مجری که بحث را در یک نشست رهبری می‌کند.

تسهیلگر (انگلیسی: Facilitator) شخصی است که به گروهی از افراد کمک می‌کند تا در طول جلسات یا بحث و گفت‌وگو با یکدیگر بهتر کار کنند، اهداف مشترک خود را درک کنند و برای چگونگی دستیابی به این اهداف برنامه‌ریزی کنند. در انجام این کار، تسهیلگر «بی‌طرف» می‌ماند، یعنی موضع خاصی در بحث اتخاذ نمی‌کند. برخی از ابزارهای تسهیلگری سعی خواهند کرد به گروه در دستیابی به اجماع در مورد هر گونه اختلاف نظری که از قبل وجود داشته یا در جلسه ظاهر می‌شود کمک کنند تا مبنای محکمی برای اقدامات آینده داشته باشد.

## تعاریف
تعاریف مختلفی برای تسهیلگر وجود دارد:
- «فردی که گروه‌ها و سازمان‌ها را قادر می‌سازد تا به طور مؤثرتری کار کنند، همکاری کنند و به هم‌افزایی دست یابند. او یک حزب «خنثی محتوا» است که با عدم جانبداری یا ابراز یا حمایت از دیدگاهی در طول جلسه می‌تواند از رویه‌های منصفانه، باز و فراگیر برای انجام کار گروه دفاع کند.» - مایکل دویل[۲]
- «کسی که از ساختار و فرایند را در تعاملات کمک می‌گیرد تا گروه‌ها بتوانند به‌طور مؤثر عمل کنند و تصمیماتی با کیفیت بالا بگیرند. کمک کننده و توانمندی که هدفش حمایت از دیگران در تعقیب اهدافشان است.» -آی. بنز[۳]
- «وظیفه تسهیلگر این است که از همه حمایت کند تا بهترین تفکر و تمرین خود را انجام دهند. برای انجام این کار، تسهیلگر مشارکت کامل را تشویق می‌کند، درک متقابل را ترویج می‌کند و مسئولیت مشترک را پرورش می‌دهد. با حمایت از همه برای انجام بهترین تفکر خود، تسهیلگر اعضای گروه را قادر می‌سازد تا راه‌حل‌های فراگیر را جستجو کنند و توافق‌نامه‌های پایدار بسازند.» -کینر و همکاران[۴]

## قدرت
مفهوم قدرت (تسهیلگر) مفهومی است که می‌تواند باعث سردرگمی شود. جان هرون از سه جایگزین حمایت می‌کند:
- قدرت آموزشی - بر اساس اعتبار، شایستگی‌ها و مهارت‌های مربی/تسهیلگر. یک استاد با مدرک دکترا در تخصص خود که برای تسهیل در یک جلسه حضور پیدا می‌کند، از دانش و اعتبار خود، قدرت آموزشی را دریافت می‌کند.
- قدرت سیاسی - شامل تمرین تصمیم‌گیری[۵] با توجه به اهداف، برنامه، روش‌ها، منابع و ارزیابی یادگیری. این امر به ویژه در بعد برنامه‌ریزی آشکار می‌شود.
- قدرت کاریزماتیک - تأثیرگذاری از طریق حضور، سبک و رفتار. این امر به ویژه از طریق ابعاد احساسی و ارزش‌گذاری آشکار می‌شود.

## انواع

### تسهیلگران کسب و کار
تسهیلگران کسب و کار در تجارت و سایر سازمان‌های رسمی کار می‌کنند، اما تسهیل‌گران ممکن است با گروه‌ها و جوامع مختلف دیگری نیز کار کنند. این یک اصل تسهیلگری است که تسهیلگر گروه را به سمت پاسخی که به نظر آنها بهترین است هدایت نمی‌کند، حتی اگر در مورد موضوع تسهیل نظر داشته باشند. نقش تسهیلگر این است که کار را برای گروه آسان‌تر کند تا آن‌ها به پاسخ یا تصمیم خود برسند.
این امر می‌تواند منجر به تضاد سازمانی بین مدیریت سلسله‌مراتبی و نظریه‌ها و عملکردهای توانمندسازی شود. تسهیلگرها اغلب باید بین این دو حرکت کنند، به‌ویژه زمانی که اظهارات آشکار دربارهٔ توانمندسازی توسط رفتارهای سازمانی تأیید نمی‌شوند.

### تسهیلگران حل مناقشه
تسهیلگران حل مناقشه در فرآیندهای صلح و آشتی هم در حین و هم پس از درگیری استفاده می‌شوند. آنها از گفت‌وگوی سازنده و دموکراتیک بین گروه‌هایی با مواضع متفاوت و معمولاً کاملاً متضاد استفاده می‌کنند. تسهیلگران حل مناقشه باید نسبت به گروه‌ها (یا جوامع) متعارض بی‌طرف باشند و باید به قواعد گفتگوی دموکراتیک پایبند باشند. آنها نباید طرفی بگیرند یا نظرات شخصی خود را بیان کنند. نقش آنها حمایت از گروه‌ها برای ایجاد دیدگاه مشترک برای آینده، یادگیری گوش دادن به یکدیگر و درک و قدردانی از احساسات، تجربیات و مواضع طرف مقابل است.

### تسهیلگران آموزشی
مربیان در یادگیری‌های گفت‌وگویی و دیگر رویکردهای آموزشی اغلب به عنوان تسهیلگر عمل می‌کنند. طبق تعریفی رایج، یک تسهیلگر آموزشی در مورد آموزش و موضوع درسی به عنوان یک معلم سطح دانش یکسانی دارد، اما با این هدف کار می‌کند که دانش آموزان تا حد امکان مسئولیت یادگیری خود را بر عهده بگیرند. به عنوان مثال، مربیان کالج شیمر، اغلب به دلیل نقش آنها در تحریک یادگیری از طریق تسهیل مکالمه بین دانش آموزان در مورد متن به جای آموزش مستقیم به دانش آموزان، به عنوان تسهیلگر شناخته می‌شوند. در آموزش زبان، معلمان ممکن است برای افزایش مالکیت دانش‌آموز بر فرایند یادگیری، به نقش تسهیلگر روی آورند. تسهیل مؤثر مستلزم نظارت بر خود و توجه دقیق به جزئیات تعامل و همچنین محتوای مطالب است.

### تسهیلگران گروه‌های کوچک
تسهیلگران می‌توانند به شرکت‌کنندگان گروه‌های کوچک و متوسط کمک کنند تا در دستور کار جلسه قرار بگیرند. تسهیلگران اغلب در نقشی منصوب می‌شوند که زمانی به رئیس تعلق داشت. همراه با سایر افسران، تسهیلگر در مجمع عمومی سالانه گروه برای ایفای نقش در سال آینده منصوب می‌شود. گروه‌هایی که این مدل را اتخاذ کرده‌اند شامل گروه‌های دعا، گروه‌های مردانه، گروه‌های نویسندگی و سایر سازمان‌های اجتماعی می‌شوند.

### تسهیلگران تعلیمی
از تسهیلگران تعلیمی در آموزش بزرگسالان استفاده می‌شود. این تسهیلگران همیشه کارشناسان موضوع نیستند و سعی می‌کنند از دانش موجود شرکت کننده(ها) استفاده کنند و سپس دسترسی به آموزش را در جایی که شکاف‌های دانش شناسایی شده و مورد توافق قرار می‌گیرد، تسهیل کنند. تسهیلگران تعلیمی بر پایه‌های آموزش بزرگسالان تمرکز می‌کنند: ایجاد دانش موجود، ساختن بر روی آن و مرتبط نگه‌داشتن آن. نقش این نوع تسهیگر با نقش یک مربی متخصص به موضوع متفاوت است. چنین فردی بیشتر نقش رهبری را به عهده می‌گیرد و گروهی را از طریق برنامه‌ای برای انتقال مجموعه‌ای از دانش‌ها یا مجموعه‌ای از مهارت‌ها، هدایت می‌کند. (به قدرت آموزشی در بالا مراجعه شود)

### تسهیلگران پیچیدگی
تسهیلگران پیچیدگی، تسهیلگرانی در جامعه خدمات اجتماعی هستند. اصطلاح «پیچیده» به رویکرد گسترده و کل‌نگر مورد استفاده توسط تسهیلگران با در نظر گرفتن طیف وسیعی از عوامل اشاره دارد. آنها در ابتدا به نوجوانان معلولی که در حال انتقال به بزرگسالی بودند خدمات می‌دادند. در حال حاضر این گروه شامل تسهیلگرانی است که به کودکان بین ۰ تا ۳ سال نیازمند کمک، خدمات ارائه می‌دهند. در خارج از جلسات، تسهیلگر جلسات را سازماندهی می‌کند، اعضای تیم را درگیر می‌کند و پیگیری‌ها را انجام می‌دهد. در طول جلسات، تسهیلگر تیم را با نگه داشتن شرکت‌کنندگان در مسیر هدایت و مدیریت می‌کند و یک بحث مبتنی بر قدرت را برای رسیدگی به نیازهای کودک پیش می‌برد. تسهیلگر مشارکت برابر بین اعضای تیم را تشویق می‌کند.

## مهارت‌ها
مهارت‌های زیادی برای تسهیلگر خوب بودن لازم است. مهارت‌های اساسی یک تسهیلگر در پیروی از شیوه‌های یک جلسه خوب است: زمان‌بندی، پیروی از دستور کار مورد توافق، و نگه‌داشتن سابقه واضح. مهارت‌های درجه بالاتر شامل تماشای گروه و افراد آن در پرتو پویایی گروه است. علاوه بر این، تسهیلگرها به انواع مهارت‌های شنیداری از جمله توانایی بازگویی، انباشت مکالمه، بیرون کشیدن افراد، متعادل نگه داشتن مشارکت و ایجاد فضا برای افراد کم‌حرف‌تر گروه نیاز دارد. برای نقش تسهیلگر بسیار مهم است که دانش و مهارت لازم را داشته باشد تا بتواند به گونه‌ای مداخله کند که خلاقیت گروه را افزایش دهد نه اینکه آن را از بین ببرد.
یک تسهیلگر موفق، تجسم احترام به دیگران و آگاهی هوشیارانه از لایه‌های واقعیت در یک گروه انسانی است.
در صورتی که به اجماع نتوان رسید، تسهیلگر گروه را در درک تفاوت‌هایی که آن‌ها را تقسیم می‌کند، کمک می‌کند.
تسهیلگرها همچنین به درک خوبی از فرایندها نیاز دارند - نحوه فعال کردن تصمیم‌گیری گروهی، ساختار برنامه‌ها برای نتایج مناسب، حل مسئله و غیره.

## انجمن‌ها و سازمان‌ها
انجمن بین‌المللی تسهیلگران (IAF) در سال ۱۹۹۴ برای ترویج و حمایت از تسهیلگری به عنوان یک حرفه تأسیس شد. IAF برنامه تسهیلگر حرفه‌ای تضمین‌شده را اجرا می‌کند. شایستگی‌های یک تسهیلگر حرفه‌ای تضمین‌شده را می‌توان در وب سایت IAF یافت. این شایستگی‌ها عبارتند از: (۱) ایجاد روابط مشترک با مشتری؛ (۲) برنامه‌ریزی فرآیندهای گروهی مناسب؛ (۳) ایجاد و حفظ یک محیط مشارکتی؛ (۴) راهنمایی گروه به سمت نتایج مناسب و مفید؛ (۵) ایجاد و حفظ دانش حرفه‌ای و؛ (۶) الگوی نگرش حرفه‌ای مثبت.
مؤسسه بین‌المللی تسهیلات (INIFAC) در سال ۲۰۰۳ برای حفظ و ارتقای یک برنامه صدور گواهینامه برای تسهیل، یعنی برنامه کارشناسی ارشد تسهیلگر، تأسیس شد. شایستگی‌های یک تسهیلگر تضمین‌شده ارشد را می‌توانید در وب‌سایت INIFAC بیابید.
همچنین خانه تسهیلگران ایران جز انجمن‌های ایرانی در حوزه تسهیلگری است در سال ۱۳۸۰ تأسیس شد. این انجمن با هدف کلی ترویج و توسعه فعالیت تسهیلگری فرایند گروهی شکل گرفته‌است. این خانه سازمان‌های دولتی، خصوصی، غیردولتی و گروه‌های مردم نهاد را در فرایندهای گروهی تصمیم‌گیری، برنامه‌ریزی، اجرا و ارزیابی همراهی می‌کند. همچنین انتقال تجارب تسهیلگران، تولید و تبادل دانش، برگزاری نشست‌ها و رویدادهای تخصصی، برگزاری دوره‌های آموزشی تسهیلگری و توان‌افزایی تسهیلگران از دیگر اهداف این خانه محسوب می‌شوند.

## کتاب‌ها
کتاب تسهیلگری، ابزاری برای توانمندسازی منابع انسانی به نویسندگی داوود مددی و محمد حسن امامی از جمله کتاب‌های ایرانی در زمینه تسهیلگری می‌باشد. این کتاب سال ۱۳۸۶ و توسط انتشارات مرکز آموزش و تحقیقات صنعتی ایران به چاپ رسیده‌است.
همچنین کتاب مشارکت برای نجات زمین از دیگر کتاب‌های منتشر شده در حوزهٔ تسهیلگری است. این کتاب به نویسندگی شانکاریا چامالا و پیتر مورتیس و ترجمه سید احمد خاتون آبادی و غلام رضا نادری در سال ۱۳۸۳ توسط انتشارات دانشگاه تهران به چاپ رسیده‌است. این کتاب راه حل‌هایی با ابعاد اجتماعی، فرهنگی و سیاسی ارایه می‌کند و شرط تحقق آن‌ها را در سازگاری سرشت و رفتار انسان با محیط زیست می‌داند.